# Herb obwodu besarabskiego
Herb obwodu besarabskiego (ros. Герб Бессарабской области) – symbol obwodu besarabskiego będącego jednostką administracyjną Imperium Rosyjskiego w latach 1818–1875. Jego wygląd został zatwierdzony 2 kwietnia 1826 roku. Po przekształceniu obwodu na gubernię został zastąpiony herbem guberni besarabskiej.

## Blazonowanie
Tarcza dwudzielna w pas. W polu pierwszym czerwonym dwugłowy orzeł czarny z koroną złotą powyżej, tarczą czerwoną na piersiach ze świętym Jerzym na koniu białym przebijającym włócznią węża, pochodnią, błyskawicą i wieńcem laurowym w szponach. W polu drugim złotym głowa wołu .

## Opis
Herb stanowi dwudzielna w pas tarcza francuska.
Pole pierwsze (górne) jest koloru czerwonego, na którym widnieje wizerunek rosyjskiego dwugłowego orła. Orzeł jest czarny ze złotą koroną nad jego głowami. Na piersiach umieszczona jest tarcza w kolorze czerwonym z wizerunkiem świętego męczennika Jerzego Zwycięzcy dosiadającego białego konia i przebijającego włócznią węża. Orzeł w prawym (heraldycznie) szponie trzyma pochodnię i błyskawicę, w lewym wieniec laurowy  .
Pole drugie (dolne) przedstawia „herb Mołdawii”. Na złotym tle umieszczona jest głowa wołu  .

## Historia
Tradycje heraldyczne Besarabii sięgają aż średniowiecza i nawiązują do herbów Hospodarstwa Mołdawskiego. 29 kwietnia?/11 maja 1818 z dawnych terenów odłączonych od Mołdawii i przyłączonych do Rosji utworzono obwód besarabski. 2 kwietnia?/14 kwietnia 1826 został zatwierdzony wzór herbu obwodu . 1 marca 1831 roku dekretem cesarskim został zatwierdzony wzór guzików do mundurów urzędników obwodu, w którym wizerunek herbu z 1826 roku zwieńczony był dodatkowo cesarską koroną .
W związku z przekształceniem obwodu besarabskiego w gubernię 28 października 1873 roku, zmieniono wygląd herbu. Przywrócono kolor tła, a także gwiazdę różę i półksiężyc. Wzór ten został zatwierdzony 5 lipca 1878 roku.

## Galeria

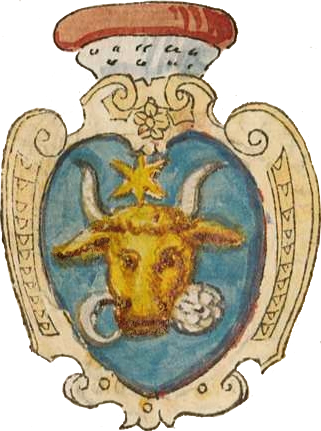
Herb Hospodarstwa Mołdawskiego z 1582 roku
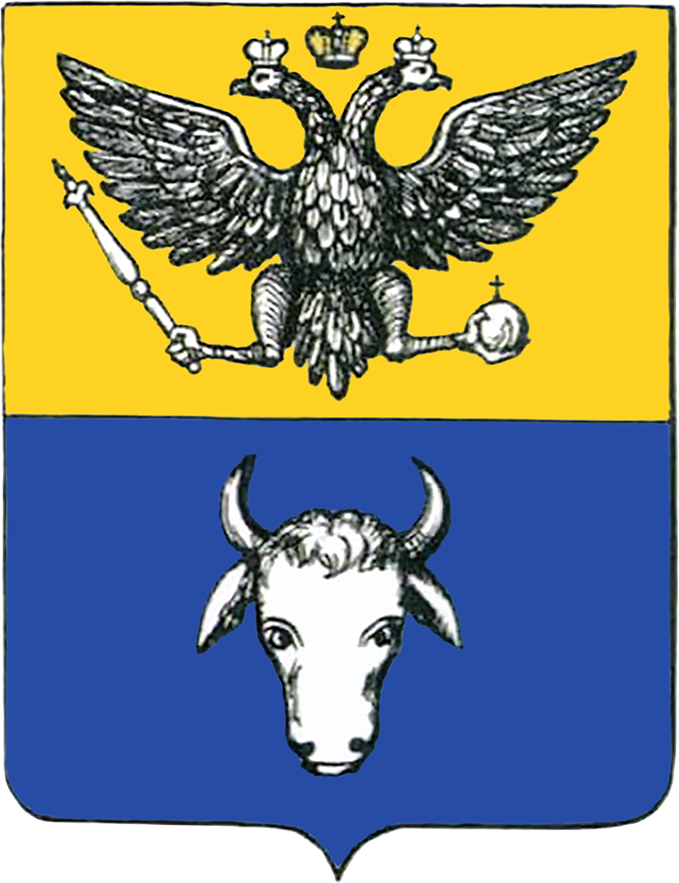
Herb obwodu besarabskiego z 1815 roku
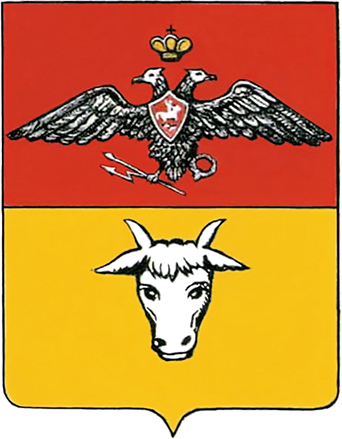
Herb obwodu besarabskiego z 1826 roku
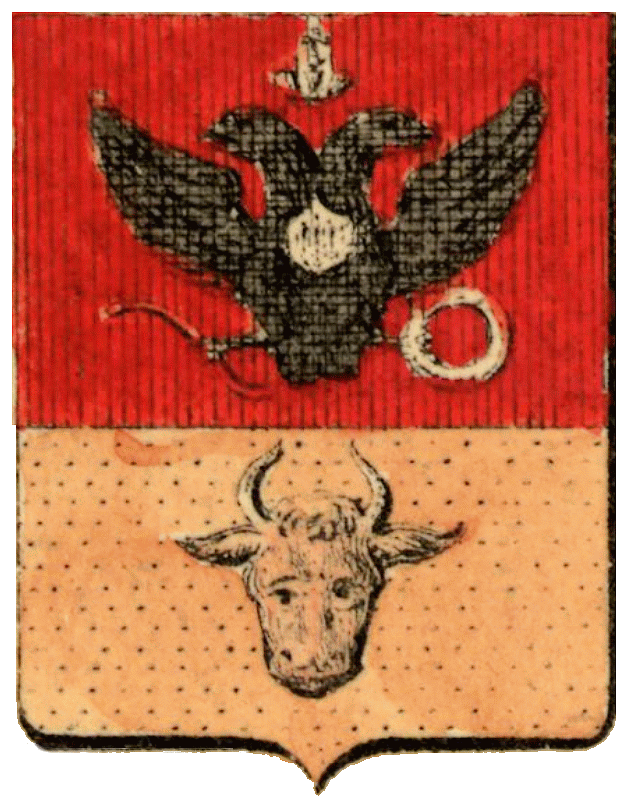
Herb obwodu z karty prezentującej prowincje Rosji z 1856 roku
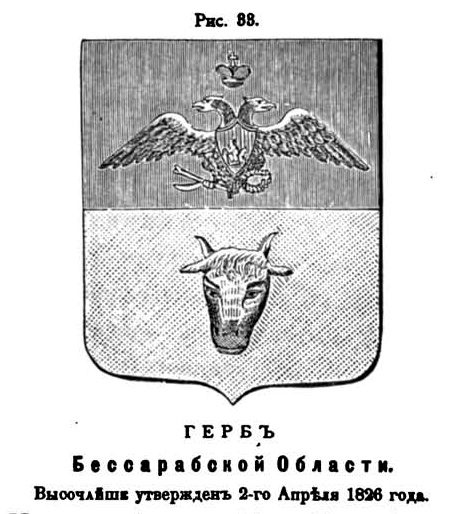
Herb obwodu z herbarza P. Winklera (1899)
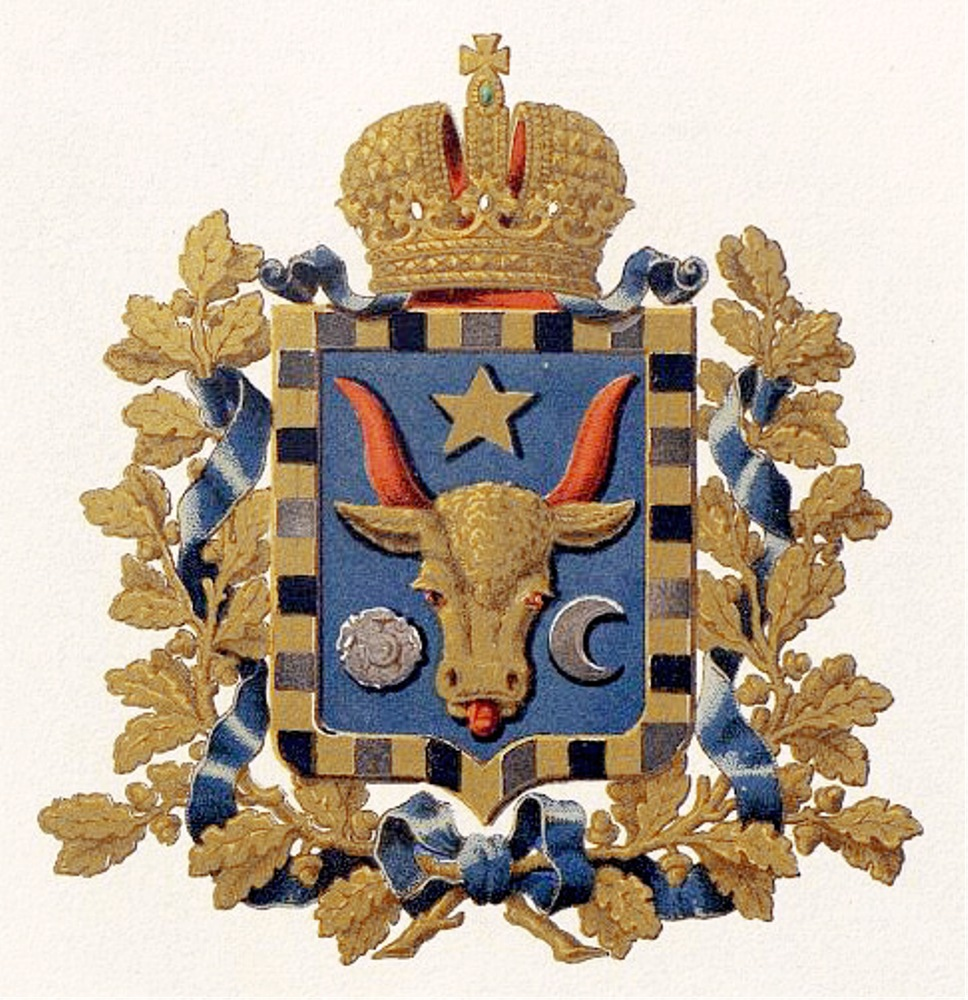
Herb guberni besarabskiej z herbarza A. Benkego z 1880 roku